# مع الخطر (فلم)
مع الخطر هو فيلم كويتي أنتج عام 2016.

## القصة
في قالب من الحركة والإثارة، تدور أحداثه حول ضابطي شرطة رجلي مباحث من الكويت ذوي كفاءة عالية، يتم تكليفهما بالسفر إلى دورة متخصصة في أوكرانيا من أجل المساعدة في القبض على مجموعة إجرامية متخصصة في تجارة السلاح، حيث تقع الكثير من الأحداث والمطاردات في قالب «الأكشن».

## التصوير
تمت عملية التصوير في أوكرانيا لما تتمتع به من مناظر وطبيعة خلابة، وكلك لارتباط أحداث القصة بها. وانتهت عملية التصوير أخيرا حيث استغرقت شهرين تقريبا.
إخراج وتأليف: عبد الله السلمان.

## طاقم التمثيل
- سلطان الفرج
- أحمد إيراج
- عبدالله السلمان
- ياسر العماري
- مبارك سلطان